# 지짐이
지짐이(문화어: 지지개)는 국보다 국물을 적게 잡아 짭짤하게 끓인 음식이다. 찌개보다는 국물이 적다.